# Plaça de la Pau (Castelló de la Plana)
La plaça de la Pau, antigament coneguda com dels 'safareigs vells', es va construir en 1880 quan es va dur a terme l'enderroc de les muralles de la ciutat i es va obrir al Portal de l'Om al final del carrer Major. El seu nom, és clar en significat, però no en origen, es va haver del final de la guerra amb el Marroc.
Durant molt temps va ser part del centre neuràlgic de la ciutat, juntament amb la veïna porta del Sol, una cosa que encara s'adverteix tan sols apreciant els edificis que l'envolten (Teatre Principal, Banc d'Espanya, Rialto, Fundació Davalos-Fletcher). Tant és així que, com bé recorda el mosaic anteriorment citat, la Panderola va circular per ella, no sense evitar algun accident, fins al cessament de la seva activitat el 1963.